# Intervalle inter-trame court
L'intervalle inter-trame court (short interframe space ou SIFS en anglais), est le temps (en microsecondes) nécessaire à une interface sans-fil pour traiter une trame et répondre avec une trame de réponse. 
Cet intervalle est défini par la différence de temps entre le dernier symbole d'une trame reçue, et le premier symbole envoyé en réponse sur le medium radio. Un intervalle SIFS correspond également à la somme du retard induit par le récepteur radio, par le protocole de convergence de couche physique, et par le traitement de la couche MAC. La durée de cet intervalle dépend de la couche physique utilisée. 
Dans les réseaux  IEEE 802.11, l'intervalle inter-trame court est l'espacement qui précède la transmission:
- d'une trame d'acquittement (ACK),
- d'une trame Clear-To-Send (CTS),
- d'un acquittement de bloc en réponse soit à une demande d'acquittement de bloc (BlockAckReq dans la norme), soit d'une A-MPDU
- de la seconde ou subséquente MPDU d'un burst de fragment
- de la réponse d'une station à une demande de la PCF[1]

| Norme                   | SIFS (μs) |
| ----------------------- | --------- |
| IEEE 802.11-1997 (FHSS) | 28        |
| IEEE 802.11-1997 (DSSS) | 10        |
| IEEE 802.11b            | 10        |
| IEEE 802.11a            | 16        |
| IEEE 802.11g            | 10        |
| IEEE 802.11n (2.4 GHz)  | 10        |
| IEEE 802.11n (5 GHz)    | 16        |
| IEEE 802.11ac           | 16        |